# John Cowper Powys
John Cowper Powys ( /ˈkuːpər ˈpoʊɪs/; n. 8 octombrie 1872, Shirley⁠(d), Derbyshire Dales, Anglia, Regatul Unit al Marii Britanii și Irlandei – d. 17 iunie 1963, Blaenau Ffestiniog, Țara Galilor, Regatul Unit) a fost un filozof britanic, lector, romancier, critic literar și poet. Powys s-a născut în Shirley, Derbyshire, unde tatăl său a fost vicar al bisericii parohiale Sf. Mihail și toți îngerii, între 1871 și 1879. 
Deși Powys a publicat o colecție de poezii în 1896 și primul său roman în 1915, nu a avut succes ca scriitor până nu a publicat romanul Wolf Solent în 1929. A fost influențat de mulți scriitori, dar a fost văzut în special ca un succesor al lui Thomas Hardy și Wolf Solent, A Glastonbury Romance (1932), împreună cu Weymouth Sands (1934) și Maiden Castle (1936), sunt adesea denumite romanele sale din seria lui Hardy, Wessex. La fel ca în romanele lui Hardy, peisajul joacă un rol major în operele lui Powys, iar o filozofie elementară este importantă în viața personajelor sale. În 1934 a publicat importanta sa lucrareAutobiografie . 
Powys a fost, de asemenea, un profesor de succes, mai întâi în Anglia și apoi din 1905 până în 1930 în Statele Unite. Multe dintre romanele lui Powys au fost scrise în SUA și romanele sale timpurii și toate romanele sale majore, până la Owen Glendower, precum și Autobiografie, au fost publicate pentru prima dată în Statele Unite. 
Powys s-a mutat la Dorset, Anglia, din America, în 1934 cu partenerul său american Phyllis Playter, dar în 1935 s-au mutat la Corwen, în Merionethshire, Țara Galilor. Aceasta a dus la publicarea a două romane istorice cu acțiunea în Țara Galilor Owen Glendower (1941) și Porius (1951). Apoi, în 1955 s-au mutat la Blaenau Ffestiniog unde Powys a murit în 1963. 

### Romane
- Wood and Stone (1915) text online
- Rodmoor (1916) text online
- After My Fashion (scris în 1919, publicat în 1980)
- Ducdame (1925)
- Wolf Solent (1929) text online
- A Glastonbury Romance (1933)
- Weymouth Sands (1934) text online
- Jobber Skald (1935).
- Maiden Castle (1936)
- Morwyn: or The Vengeance of God (1937)
- Owen Glendower. New York, [1941]
- Porius: A Romance of the Dark Ages (1951)
- The Inmates (1952)
- Atlantis (1954)
- The Brazen Head (1956)
- Up and Out (două nuvele, 1957)
- Homer and the Aether (1959)
- All or Nothing (1960)
- Real Wraiths (nuvelă, 1974)
- Two and Two (nuvelă, 1974)
- You and Me (nuvelă, 1975)

### Povesti scurte
- The Owl, The Duck, and – Miss Rowe! Miss Rowe! (1930)
- Romer Mowl and Other Stories (colecție publicată în 1974)
- Trei fantezii (colecție publicată în 1985) 
  - Abertackle
  - Cataclysm
  - Topsy-Turvy

### Poezie
- Odes and Other Poems (1896)
- Poems 1899
- Wolf's Bane: Rhymes (1916) text online
- Mandragora: Poems (1917) text online
- Samphire (1922) text online
- Lucifer: A Poem (scrisă:1905, publicată: 1956)
- John Cowper Powys: A Selection from His Poems,  ed. Kenneth Hopkins. London: Macdonald, 1964

### Joacă
- Paddock Calls, cu „Introducere” de Charles Lock. Londra: Greymitre Books, 1984.

### Autobiografii
- Confesiunile celor doi frați (cu Llewelyn Powys) (1916)
- Autobiografie (1934)

### Bibliografii
- Langridge, Derek. John Cowper Powys: A Record of Achievement (1966)
- Thomas, Dante. A Bibliography of the Principal Writings of John Cowper Powys, Ph.D, State University of New York, at Albany, 1971. Published as A Bibliography of the Writings of John Cowper Powys. Mamaroneck, NY: Appel, 1975.

## Legături externe
- British Powys Society, with various resources and links
- Lucrări de John Cowper Powys la Proiectul Gutenberg
- Opere de sau despre John Cowper Powys la Internet Archive
- Lucrări de John Cowper Powys la LibriVox (cărți audio aflate în domeniul public)
- Bilingual French/English Powys site with numerous links to other relevant sites
- Swedish John Cowper Powys Society. There is some English content Arhivat în 13 octombrie 2008, la Wayback Machine.
- Portraits of John Cowper Powys and other family members by Gertrude Powys[nefuncțională]
- Film of Powys  Arhivat în 30 iulie 2019, la Wayback Machine.
- Manuscripts and Book Collections relating to John Cowper Powys and other members of the Powys family at the University of Exeter[nefuncțională – arhivă]